# Japan Pro-Wrestling Association
La Japan Pro-Wrestling Association Co., Ltd. (日本プロレス協会?, Nihon Puroresu Kyōkai, lett. "Associazione del wrestling professionale giapponese") (JPA), o anche Japan Pro Wrestling Alliance (JPW), è stata la prima federazione maschile giapponese di puroresu.

## Storia
La gloriosa federazione per soli uomini fu fondata il 30 luglio 1953 da Rikidōzan, il quale decise di stabilire un territorio che rappresentasse la National Wrestling Alliance in Giappone. Divenne rapidamente un fenomeno di massa, creando lo sport del puroresu in Giappone.
Anche molte altre promozioni furono aperte tra il 1954 e il 1957, le chiuse o fuse tutte dal 1958. Il problema principale, però, erano i soldi. Non potendosi permettere le spese per creare una federazione e pagare i pro-wrestler, Rikidōzan chiese aiuto a Nick Zapetti, un suo amico e boss della yakuza.
Raggiunto già con il fondatore una posizione di sostanziale monopolio nazionale, la Japan Pro-Wrestling Association prosperò grazie anche a collaborazioni internazionali come quella con la National Wrestling Alliance e riuscendo a sopravvivere dopo la morte del fondatore e proprietario Rikidōzan il 15 dicembre 1963, che fu ucciso dal gangster Katsushi Murata presumibilmente su ordine della mafia giapponese. Fu continuata da un consiglio di quattro dirigenti: Toyonobori, Junzō Yoshinosato, Michiaki Yoshimura e Kōkichi Endō. Dal gennaio 1964 al gennaio 1966, il presidente fu Toyonobori.
Dopo aver fatto di Toyonobori e poi, dal 1966 e con maggior successo, di Giant Baba le sue stelle di punta, la Japan Pro-Wrestling Association iniziò a perdere colpi a partire dal 1972. Nel novembre 1971, a causa del record finanziario poco chiaro dell'organizzazione, Antonio Inoki programmò un colpo di stato con Giant Baba e alcuni altri pro-wrestler. Tuttavia, dopo aver scoperto che Inoki indendeva utilizzare il piano di riforma come trampolino di lancio per privatizzare la società per sé stesso, Giant Baba e gli altri decisero di non unirsi al traditore. Quando qualcuno fece trapelare il piano alla società, la gestione convinse Giant Baba ad unirsi a loro e Inoki si trovò ufficialmente espulso dalla compagnia per il suo tradimento.
Il 2 novembre 1971, Inoki sposò l'attrice Mitsuko Baishō. Inizialmente, il matrimonio da 100.000.000 yen sarebbe stato pagato dalla Japan Pro-Wrestling Association, ma fu licenziato dalla federazione il 13 dicembre. Così Inoki, per continuare a mantenere la sua nuova famiglia, dovette legalmente fondare la New Japan Pro-Wrestling il 13 gennaio 1972, con i suoi seguaci della Japan Pro-Wrestling Association: Kotetsu Yamamoto, Osamu Kido, Tatsumi Fujinami e altri. Poco dopo, il 29 luglio, in disaccordo con la dirigenza, anche Giant Baba ne seguì l'esempio, fondando la All Japan Pro Wrestling il 21 ottobre. Entrambe le nuove federazioni richiamavano nel nome l'originaria Japan Pro-Wrestling Association, fondata dal loro maestro.
Dopo Inoki e Giant Baba se ne andarono anche i fratelli Mitsuo e Yoshihiro Momota, i figli del fondatore e proprietario Rikidōzan, ed importanti finanziatori della federazione nonché numerosi atleti. Kintaro Ohki e Seiji Sakaguchi rimasero le stelle superiori e seconde rispettivamente. Anche se Sakaguchi una volta ne annunciò la fusione con la New Japan Pro-Wrestling, Ohki decise di tenerla viva e il piano della fusione fu abbandonato. Sakaguchi e i suoi seguaci la lasciarono e si unirono alla New Japan Pro-Wrestling. Ohki, The Great Kabuki, Umanosuke Ueda e Great Kojika furono gli unici ragazzi non così popolari rimasti come eventi principali.
A fronte della concorrenza delle neonate federazioni e della diminuita disponibilità finanziaria, del necessariamente ridotto parco atleti, della perdita del contratto televisivo a favore delle due nuove concorrenti ed infine non potendo neppure più essere trasmessa in chiaro, la Japan Pro-Wrestling Association fallì rapidamente e chiuse il 14 aprile 1973. L'ultimo proprietario fu Yoshinosato, dal gennaio 1966. La maggior parte dei pro-wrestler si unì all'All Japan Pro Wrestling, ma alcuni di loro, compresi Ohki, Ueda e Gantetsu Matsuoka, alla fine la lasciarono da quando Giant Baba non trattò ugualmente gli ex ragazzi della Japan Pro-Wrestling Association.

## Titoli
| Titolo                                     | Debutto          | Note                                        |
| ------------------------------------------ | ---------------- | ------------------------------------------- |
| Japanese Heavyweight Championship          | 22 dicembre 1954 | [ 3 ]                                       |
| Japanese Junior Heavyweight Championship   | 24 ottobre 1956  | [ 4 ]                                       |
| Japanese Light Heavyweight Championship    | 23 ottobre 1956  | [ 5 ]                                       |
| All Japan Tag Team Championship            | 27 luglio 1957   | [ 6 ]                                       |
| All Asia Heavyweight Championship          | 22 novembre 1955 | [ 7 ]                                       |
| All Asia Tag Team Championship             | 1955             | Dal 1976 ripreso da All Japan Pro Wrestling |
| NWA International Heavyweight Championship | 1957             | Dal 1981 ripreso da All Japan Pro Wrestling |
| NWA International Tag Team Championship    | 1962             | Dal 1975 ripreso da All Japan Pro Wrestling |
| NWA United National Championship           | ottobre 1970     | Dal 1976 ripreso da All Japan Pro Wrestling |

## Tornei
La Japan Pro-Wrestling Association promosse due tornei internazionali con cadenza annuale, il World Big League e il World Tag League.

## Nella cultura di massa
- La federazione compare nella serie manga L'Uomo Tigre, creata da Ikki Kajiwara, e ha fatto anche da cooperazione per la versione anime. Compare anche nelle serie manga Champion Futoshi, Giant Typhoon e Pro Wrestling Superstar Retsuden, dello stesso autore.